# Embraer ERJ-familie
De Embraer ERJ-familie (voor Embraer Regional Jet, modelnamen EMB-135, EMB-140 en EMB-145) zijn tweemotorige verkeersvliegtuigen van de Braziliaanse vliegtuigbouwer Embraer.

## Geschiedenis

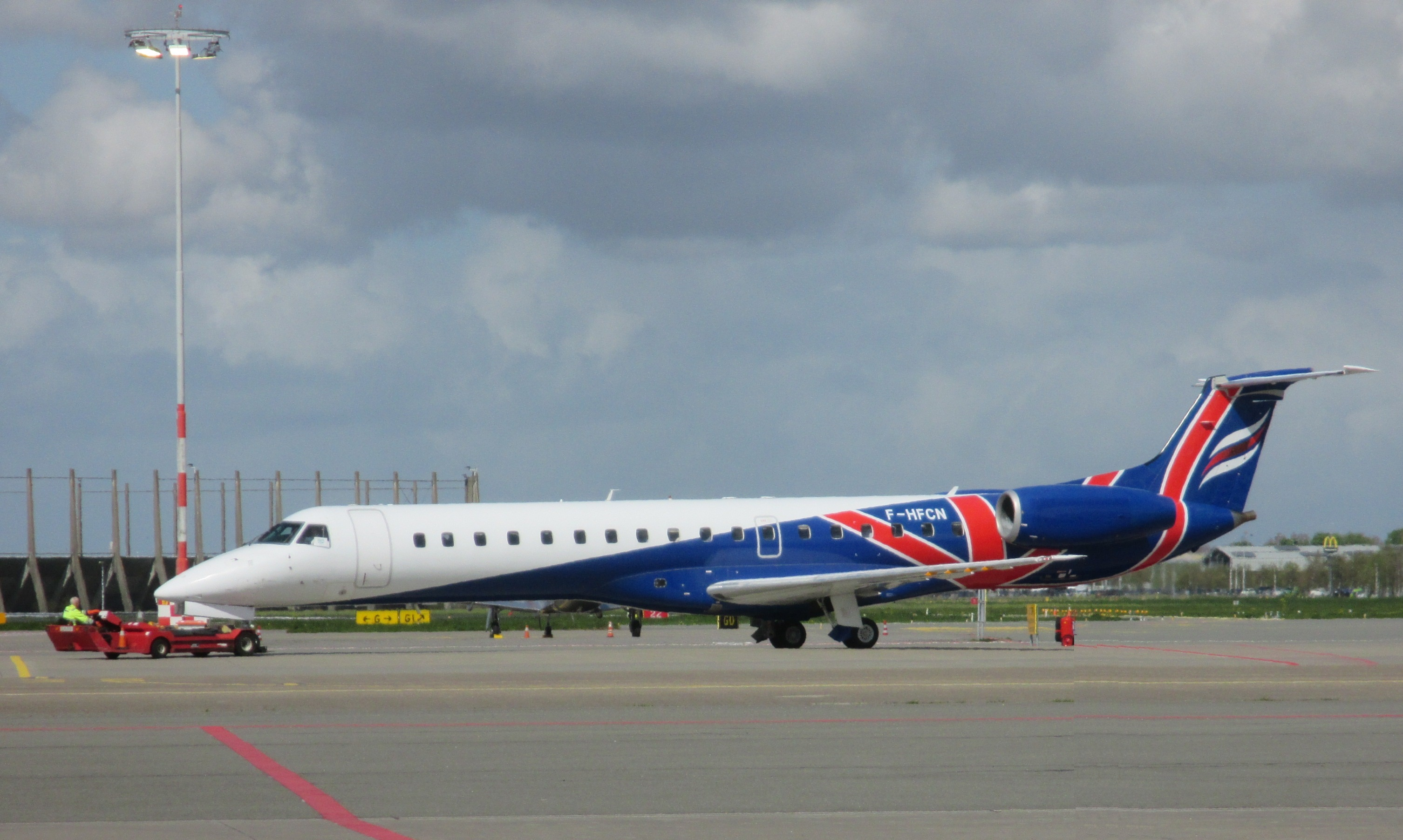
Embraer ERJ-145MP op Schiphol Oost, april 2023

De EMB-145 werd in 1989 op de Paris Air Show geïntroduceerd als een (door een turbofan aangedreven) verlengde versie van de Embraer EMB 120 Brasilia, die werd aangedreven door een turboprop. Later in de ontwerpfase werden ook de vleugels en het landingsgestel aangepast. In 1996 werd de eerste EMB-145 geleverd. Met 50 stoelen is de Embraer ERJ 145 bedoeld om te concurreren met vliegtuigen als de CRJ200 (Canadair Regional Jet).
Na de bouw van de ERJ 135 (vanaf 1997) bleek dat er met name in de Verenigde Staten ook vraag was naar een vliegtuig dat het gat tussen de Embraer ERJ 145 en de Embraer ERJ 135 kon vullen. Embraer ontwierp daarvoor de Embraer ERJ 140 met een capaciteit voor 44 stoelen.

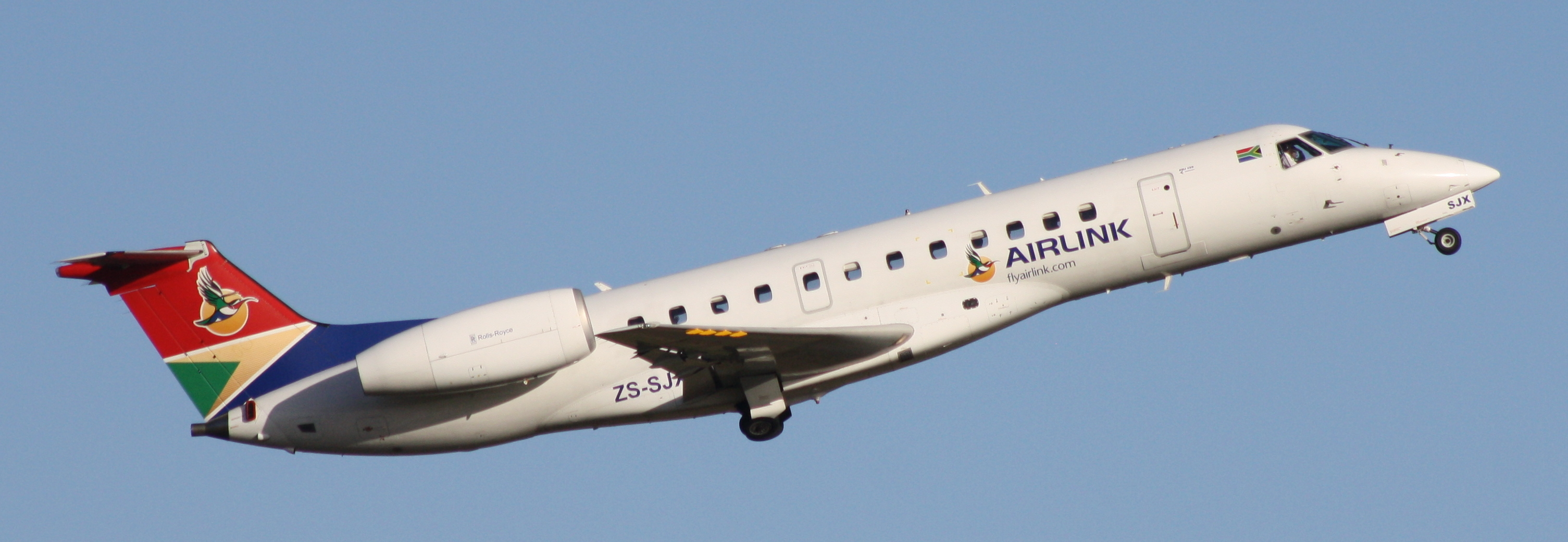
Een Embraer ERJ-135 van Airlink

Van de Embraer ERJ 135 is ook een zakenjetversie gemaakt, de Embraer Legacy, met een groter vliegbereik en een exclusief interieur.
Later werd er een versie gemaakt met een groter vliegbereik. Er zijn ook versies voor militaire doeleinden, aangeduid met EMB 145 AEW&C en EMB 145 RS/AGS.

## Specificaties
|                    | ERJ 135               | ERJ 140               | ERJ 145               |
| ------------------ | --------------------- | --------------------- | --------------------- |
| Afmetingen:        |                       |                       |                       |
| Spanwijdte:        | 20,04 m               | 20,04 m               | 20,04 m               |
| Lengte:            | 26,33 m               | 28,45 m               | 29,87 m               |
| Hoogte:            | 6,76 m                | 6,76 m                | 6,76 m                |
| Gewicht:           |                       |                       |                       |
| Max. startgewicht: | 20.000 kg             | 21.100 kg             | 22.000 kg             |
| Max. lading:       | 4499 kg               | 2292 kg               | 5786 kg               |
| Max. brandstof:    | 5136 kg               | 5136 kg               | 5136 kg               |
| Prestaties:        |                       |                       |                       |
| Max. snelheid:     | 833 km/h (450 knopen) | 833 km/h (450 knopen) | 833 km/h (450 knopen) |
| Max. bereik:       | 3241 km               | 3056 km               | 2270 km               |
| Max. vlieghoogte:  | 11.278 m (37.000 ft)  | 11.278 m (37.000 ft)  |                       |
| Cabine:            |                       |                       |                       |
| Cabinehoogte:      | 1,82 m                | 1,82 m                | 1,82 m                |
| Cabinebreedte:     | 2,10 m                | 2,10 m                | 2,10 m                |
| Aantal stoelen:    | 37                    | 44                    | 50                    |